# Campagne de Wilmington
Batailles
- Rainbow Bluff
- Fort Branch
- 1re Fort Fisher

- 2e Fort Fisher
- Wilmington

La Campagne de Wilmington est une série d'opérations militaires ayant eu lieu durant la guerre de Sécession, au cours de laquelle l'Union tenta d'arracher Wilmington (Caroline du Nord) au contrôle des Confédérés.

## La campagne
Le 7 décembre 1864, les troupes de l'Union commandées par le général Benjamin Butler sont dépêchées à Fort Fisher, un point fortifié contrôlant la rivière Cape Fear.
L'amiral David D. Porter est responsable du transport des troupes. Butler sait que la prise de Fort Fisher est un préalable impératif à celle de Wilmington. Le général confédéré William Lamb (en) est chargé de la défense du fort. Les troupes de l'Union comptent 6 500 hommes environ, contre 7 000 pour les Confédérés.
Le général Butler ordonne à l'amiral Porter de débarquer ses troupes, mais il n'indique pas précisément le moment exact, ce qui permet au général confédéré Braxton Bragg de venir renforcer Fort Fischer. Quand Porter laisse les troupes débarquer, plusieurs unités sont fauchées par la mitraille et l'artillerie. Butler ignore alors les instructions du général Grant, qui avait demandé qu'un siège soit organisé si une attaque frontale échouait. Les troupes de l'Union battent en retraite et rembarquent à bord de leurs navires.
Porter lance alors une expédition menée par le USS Wyalusing et destinée à s'emparer de Rainbow Bluff et d'un navire confédéré. Porter ignore que le lit de la rivière est miné ; deux de ses navires d'escorte sont coulés et le Wyalusing est contraint de rebrousser chemin pour rejoindre le blocus des côtes de Caroline du Nord.
Le général Alfred Terry décide alors de faire une seconde tentative contre Fort Fisher. Terry choisit à nouveau Porter pour assurer le transport des troupes. Les Marines de l'Union débarquent et luttent, parfois à bout portant, pour s'emparer de la plage. La partie droite du fort tombe alors entre les mains de l'Union. Après des combats terribles sur la partie gauche du fort, les Confédérés lâchent pied et font retraite vers Fort Buchanan, qui se rend à son tour, libérant la voie vers l'aval de la Cape Fear River.
Le général John McAllister Schofield prend alors la responsabilité de prendre Wilmington. Bragg a rassemblé 6 000 hommes dans l'enceinte de la ville, tandis que Schofield dispose de 12 000 hommes. L'Union et les Confédérés combattent du 11 au 22 février. Bragg est alors contraint à abandonner la ville aux forces de l'Union.